# Hochschlag

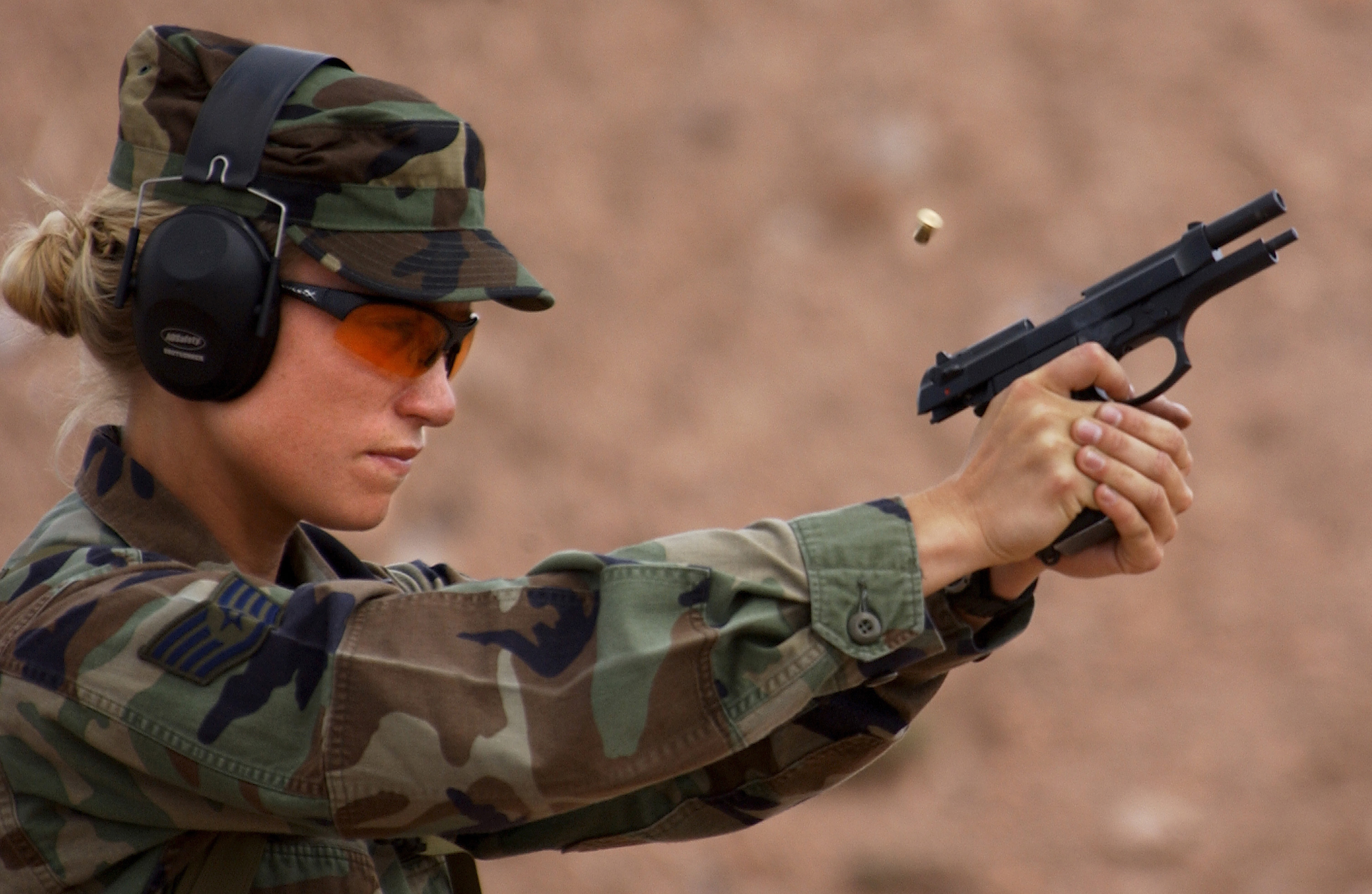
Sichtbarer Hochschlag nach der Schussabgabe aus einer Pistole, hier versucht die Schützin mit der linken Hand, den Dreheffekt zu beeinflussen und die Waffe zu stabilisieren

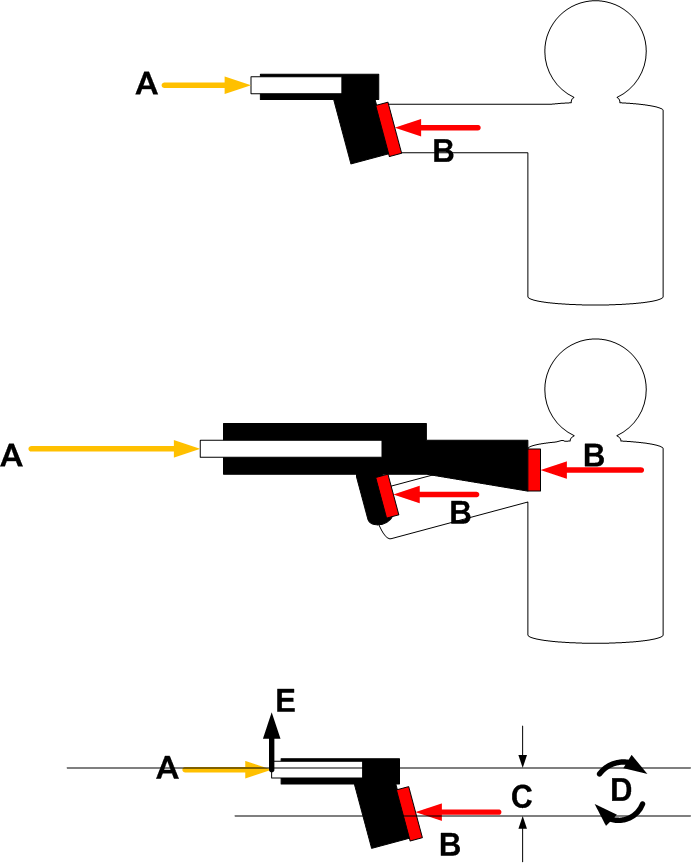
A: Rückstoßkraft
B: Haltekräfte des Schützen
C: Höhendifferenz zwischen Laufachse und dem mittleren Auflagepunkt
D: Drehmoment
E: Hochschlag

Der Hochschlag ist ein Effekt beim Abschuss einer Schusswaffe (auch Schussabgabe genannt), bei dem die Mündung der Waffe schlagartig nach oben gedrückt wird. Dieses senkt die Zielgenauigkeit bei schnell nacheinander erfolgenden Schüssen. Bei Faustfeuerwaffen mit sehr starker Munition und unerfahrenen Schützen kann die Waffe um bis 90° nach oben ausschlagen, so dass sie gegen den Kopf des Schützen schlagen kann.

## Entstehung
Ursächlich für diesen Effekt ist der Rückstoß sowie die Konstruktion der Waffe und wie sie vom Schützen gehalten wird. Der Rückstoß drückt die Waffe entgegen der Schussrichtung gerade zum Schützen. Der Schütze stellt sich dieser Kraft am Griff der Waffe entgegen. Der Griff befindet sich unterhalb der Längsachse des Laufs. Durch diese Kräfte und Hebel entsteht eine Rotationsachse unterhalb der Laufachse und ein Drehmoment. Die lineare Bewegung des Rückstoßes wird so teilweise in die Rotationsenergie des Hochschlags umgewandelt. Normalerweise ist eine Waffe zur Seite ausbalanciert, was dazu führt, dass der Hochschlag gerade nach oben stattfindet. Eine einseitige schwere Zubehörmontage erzeugt hingegen noch eine weitere Drehachse und somit auch eine seitliche Ablenkung.

## Konstruktive Gegenmaßnahmen
GewichtsverteilungDie Gewichtsverteilung der Waffe beeinflusst deren Verhalten beim Rückstoß. Je nachdem, wo sich die schweren Waffenteile befinden, wie der Verschluss oder Magazin und somit der Massenmittelpunkt, kann das dem Hochschlag entgegenwirken oder ihn verstärken. Beim Sportschießen werden Zusatzgewichte an die Waffen angebracht, um das Hochschlagverhalten günstig zu beeinflussen.

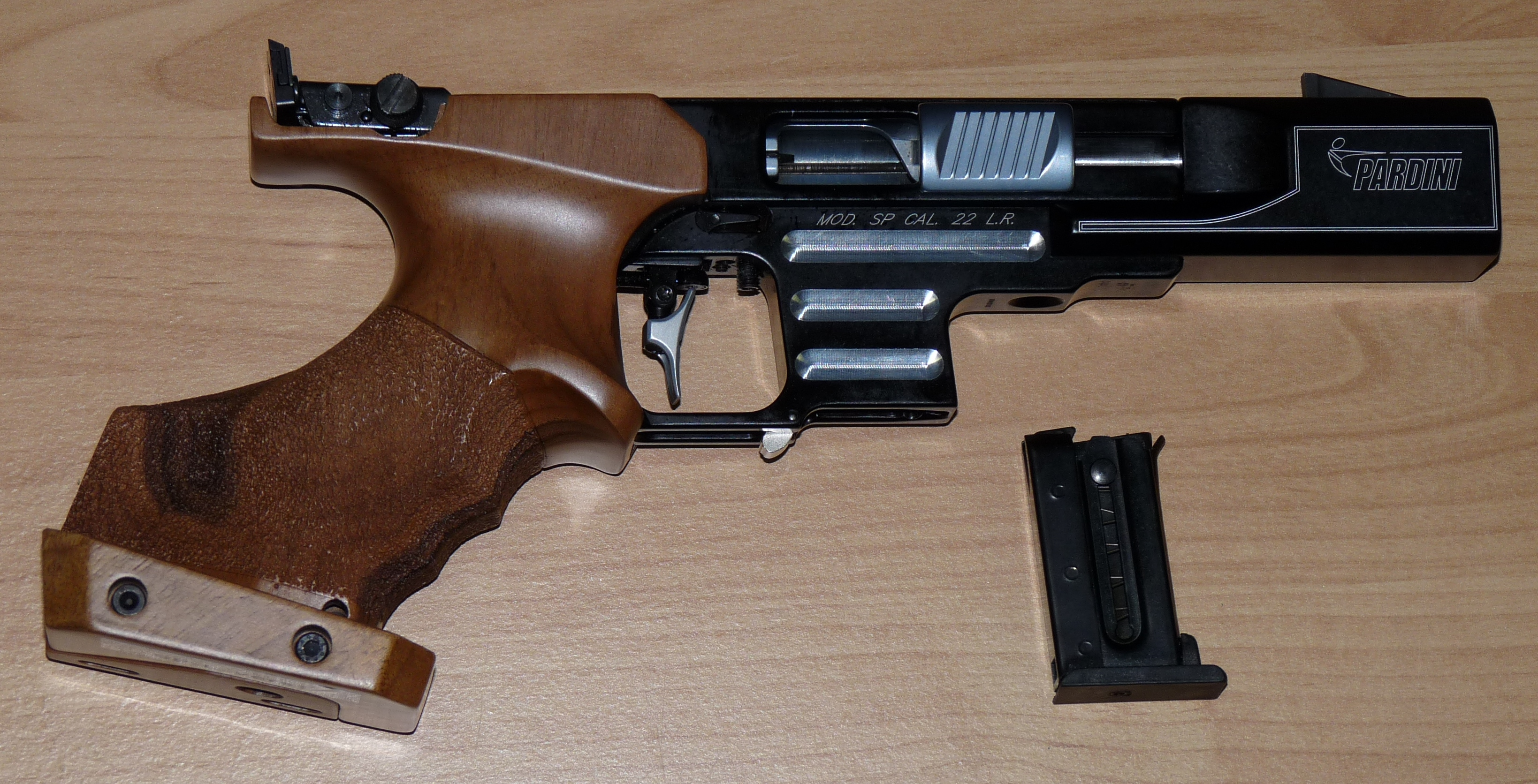
Schnellfeuer-Sportpistole Pardini SP mit Zusatzgewicht und tiefer Laufachse

Tiefe LaufachseJe näher sich die Laufachse am Handgriff befindet, desto kürzer ist der Hebel und somit geringer der Hochschlag. Die größten Unterschiede gibt es hier konstruktionsbedingt zwischen Revolvern und Selbstladepistolen, weswegen Revolver in der Regel stärker hochschlagen als Pistolen. Die Revolver der Serie Mateba versuchen gezielt, diesen Nachteil auszugleichen, indem durch verschiedene bauliche Maßnahmen die Laufachse tiefer ausgerichtet wird. Des Weiteren gilt, dass Handfeuerwaffen, die über einen außenliegenden Hahn verfügen, in der Regel eine hohe Laufachse haben (z. B. Colt M1911). Bei einer hahnlosen Konstruktion entfällt diese Mechanik und der Griffsporn (Ausbuchtung am hinteren, oberen Ende des Griffstücks; wird in die Daumen-Zeigefinger-Beuge gelegt) kann höher rutschen. Allerdings kann der Abzugszüngel wegen der Mechanik nicht näher an den Lauf gebracht werden. Die Linie Daumen-Zeigefinger-Beuge und Zeigefinger ist dann nicht mehr parallel zur Laufachse, denn der Zeigefinger ist tiefer (z. B. Glock 17). Eine tiefe Laufachse führt hier zu weniger Hochschlag bei gleichzeitig weniger intuitiver Handhaltung.

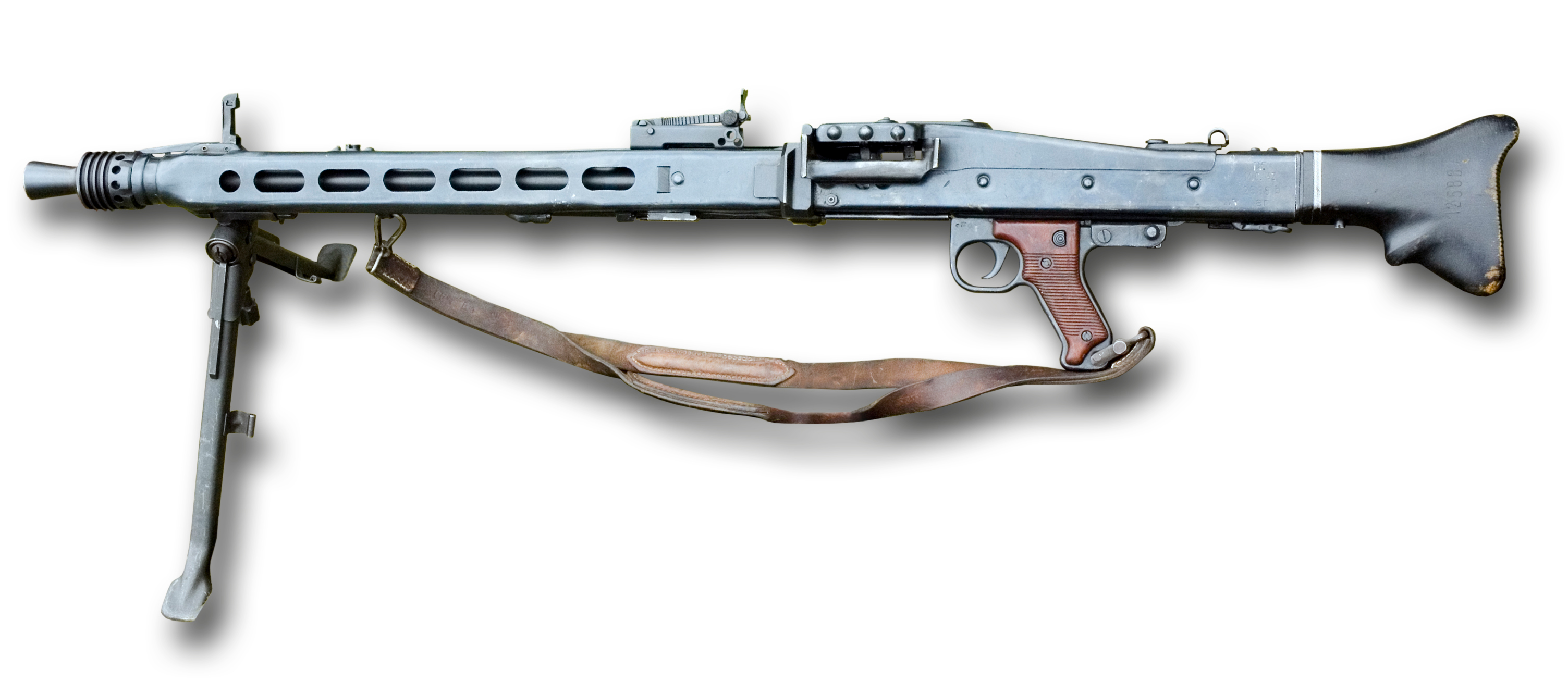
Beim MG 42 befinden sich Laufachse und Kolben in einer Linie

HinterschaftBei Gewehren entscheidet auch die Konstruktion des Hinterschaftes über die Größe des Hochschlags. Je gerader der Schaft der Laufachse folgt, desto geringer ist der Hochschlag (siehe z. B. Gewehr M14 gegenüber M16). Diese Konstruktion hat jedoch den Nachteil, dass die Visiereinrichtungen höher gestellt werden müssen, damit der Schütze sein Auge in die Visierlinie positionieren kann. Auch vergrößert sich so der Versatz zwischen Laufachse und Visierlinie. Das Fallschirmjägergewehr 42 war die erste Waffe, die dieses Konstruktionsmittel gegen den Hochschlag einsetzte. Weitere Beispiele sind das SIG 510, MG 42, M82, OSW-96 und Tschukawin-Scharfschützengewehr.

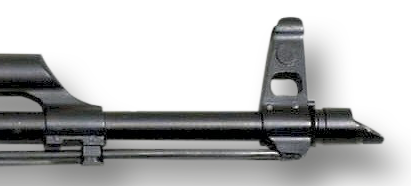
AKM mit asymmetrischem Kompensator an der Mündung

KompensatorEin Kompensator leitet die Treibgase asymmetrisch aus dem Lauf ab. Dabei werden diese nach oben abgeleitet, was dem Hochschlag entgegenwirkt.

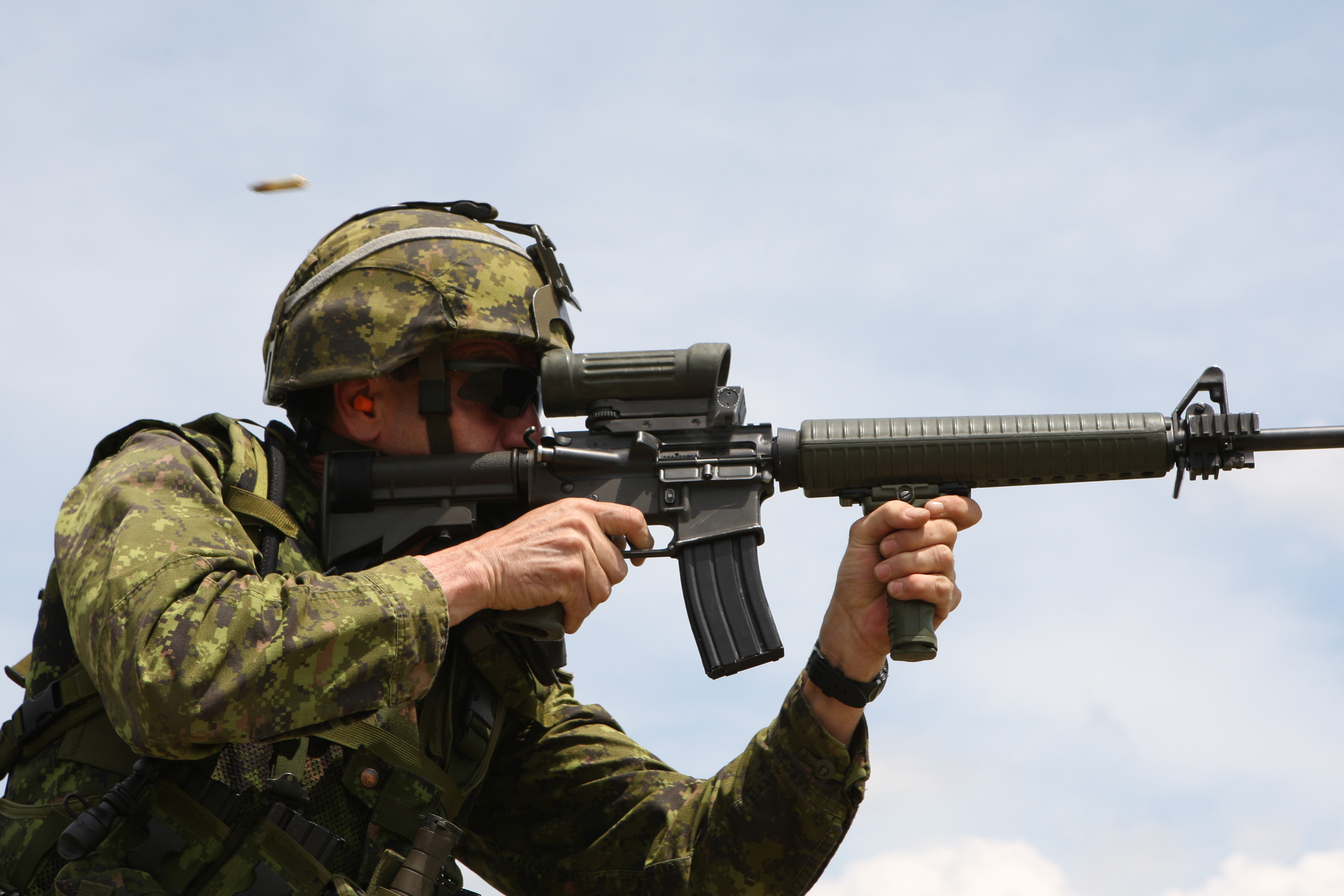
C7 mit Vorderschaftgriff

VorderschaftgriffEin zusätzlicher Vorderschaftgriff hilft den Hochschlag zu minimieren, weil der Schütze so die Waffe nahe der Mündung, also am längeren Hebel, stabilisieren kann.

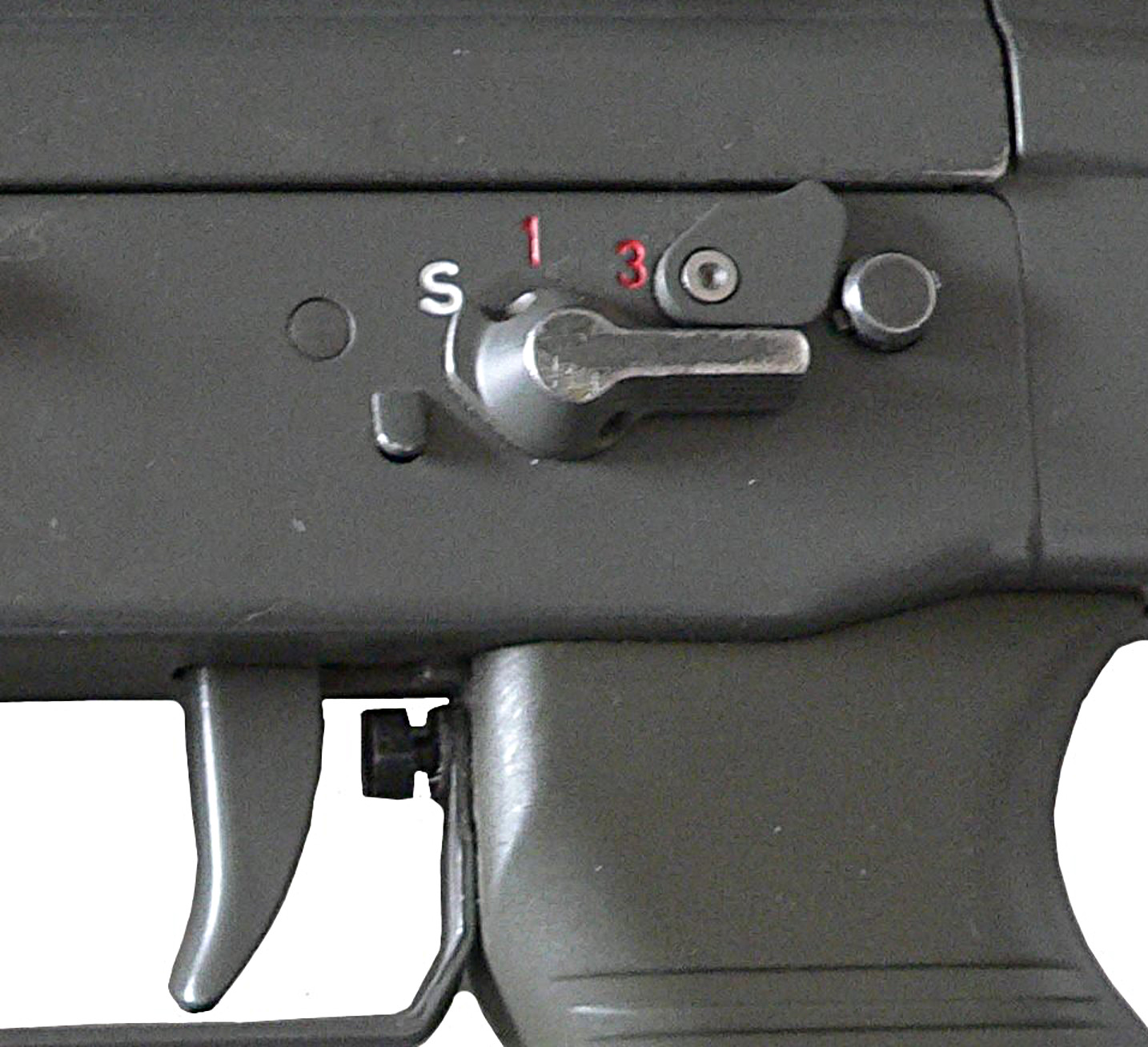
SIG 550 hat ein 3-Schuss-Feuerstoß-Modus

FeuerstoßEin Feuerstoß ist bei vollautomatischen Waffen eine Einrichtung, bei der mit einmaliger Betätigung des Abzugs zwei bis drei Projektile automatisch in sehr schneller Folge nacheinander abgefeuert werden. Das steigert die Wahrscheinlichkeit, das Ziel zu treffen, bevor sich Rückstoß und Hochschlag durch Massenträgheit mit Verzögerung bemerkbar machen. Nach dem Feuerstoß muss der Schütze die Waffe wieder auf das Ziel ausrichten.